# Skiensvassdraget

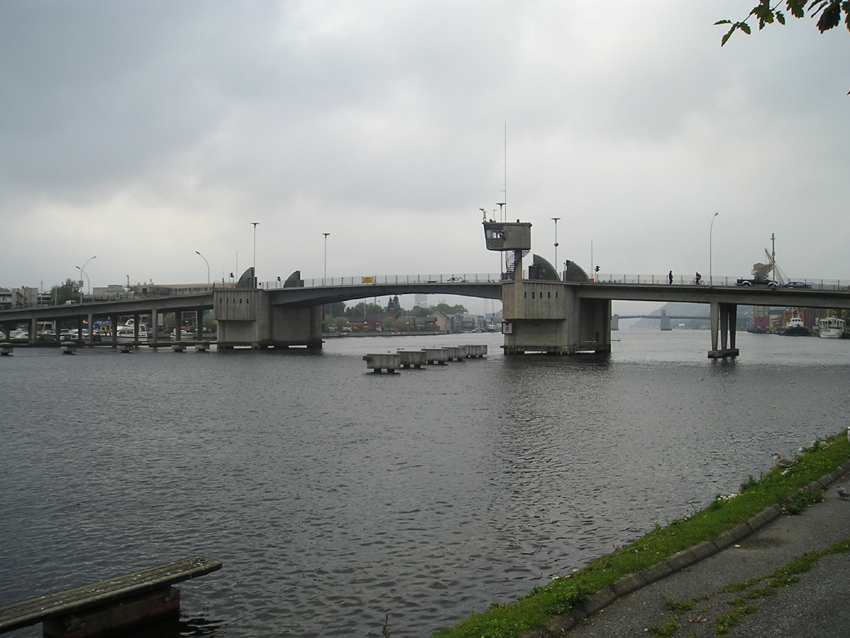
Skien-stroomgebied bij Porsgrunn

Het Skiensvassdraget (Skien-stroomgebied) is het op twee na grootste stroomgebied van Noorwegen (na Glomma en het stroomgebied van de Drammenselva) bij de gemeente Skien.
Hieronder vallen onder andere:
- Het Vinje-Tokke-stroomgebied met de meren Totak, Bandak, Kviteseidvatn en Flåvatn
- Het Bø-stroomgebied met de meren Sundsbarmvatn en Seljordsvatn
- Het Tinn-stroomgebied met de meren Møsvatnet, Kalhovdfjord, Tinnsjå en Heddalsvatn

De Skien-rivier (Skienselva) begint in Skien bij het Telemarkkanaal en gaat tot Porsgrunn bij Frierfjord en het Norsk Hydro-complex. Vanaf de gemeente Porsgrunn wordt de rivier de Porsgrunnrivier (Porsgrunnselva) genoemd.